# Petr Nezveda
Petr Nezveda (* 15. února 1967 Třebíč) je bývalý český politik.
V roce 1985 maturoval na Gymnáziu ve Znojmě a v roce 1990 absolvoval Fakultu elektrotechniky Vysokého učení technického v Brně.

## Veřejné působení
V letech 1997–1998 byl členem ODS, následně pak vstoupil do Unie svobody, kde byl až do roku 2003, kdy opět vstoupil do ODS. V letech 2004 – 2014 působil jako předseda znojemské oblastní rady ODS. Byl také členem regionální rady jihomoravské krajské organizace. Ve volebním období 2000–2004 byl zvolen zastupitelem Jihomoravského kraje a předsedou výboru pro výchovu, vzdělání a zaměstnanost krajského zastupitelstva. V prosinci 2006 pak byl zvolen starostou Znojma.